# Euproctis embammachroa
Euproctis embammachroa är en fjärilsart som beskrevs av Collenette 1932. Euproctis embammachroa ingår i släktet Euproctis och familjen tofsspinnare. Inga underarter finns listade i Catalogue of Life.